# 安加拉航空公司
安加拉航空公司（羅馬化：Aviakompaniya 'Angara'）是一家总部位于俄罗斯伊爾庫茨克的航空公司。它以安加拉河命名。

## 历史
安加拉航空公司成立于2000年，代表其所有者——伊尔库茨克飞机修理厂运营，总部设在伊爾庫茨克國際機場，在伊尔库茨克和新西伯利亚设有基地机场，安加拉航空公司经营西伯利亚地区的定期航班以及俄罗斯联邦其他地区的航班，并有一条国际航线连接中国满洲里。除了定期航班，安加拉航空公司还提供包机运输、VIP运输、货运和邮件服务。 
2017年7月，该航司在莫斯科的 MAKS 航空展上宣布，该航空公司签署了购买三架伊尔库特MC-21-300的意向书。该航空公司尚未决定为飞机选择哪种发动机，原计划于2022年至2025年间交付。
2022年以来，和所有俄罗斯航空公司一样，该公司被禁止飞入欧盟领空。